# Ministerstwo Rozwoju Regionalnego Czech
Ministerstwo Rozwoju Regionalnego Republiki Czeskiej (cz. Ministerstvo pro místní rozvoj České republiky, MMR) – utworzone na mocy ustawy nr 272/1996 Sb. korygującej ustawę nr 2/1969 Sb. o powołaniu ministerstw i innych centralnych organów administracji państwowej Republiki Czeskiej.
Ministerstwo Rozwoju Regionalnego mieści się w trzech budynkach: na Rynku Starego Miasta 6 oraz przy ul. Na Příkopě 3 i ul. Letenskiej 3.

## Kompetencje
Wymienione ustawy (w § 14 ustawy 2/1969 Sb. i w § 1 ustawy 272/1996 Sb.) określają, że do zakresu obowiązków MMR należą:
- polityka regionalna
- polityka mieszkaniowa
- rozwój powierzchni mieszkaniowych
- wynajem mieszkań i powierzchni handlowych
- planowanie inwestycji i prawo budowlane
- wywłaszczenia
- polityką inwestycyjną
- turystyka
- branża pogrzebowa
- zarządzanie funduszami związanymi z polityką mieszkaniową i regionalną
- koordynowanie działalności ministerstw i innych centralnych organów administracji państwowej w dziedzinie polityki mieszkaniowej i regionalnej państwa, w tym koordynacji finansowania tej działalności, jeżeli środki są bezpośrednio związane z działalnością tych resortów
- udzielanie informacji i pomoc metodologicznej wyższym jednostkom terytorialnym, samorządom, miastom i  gminom
- planowanie działań związanych z procesem zaangażowania samorządów w europejskich strukturach regionalnych
- zarządzanie Czeską Centralą Ruchu Turystycznego[1][2]

Od 17 grudnia 2021 roku Ministrem Rozwoju Regionalnego jest Ivan Bartoš z partii Piratów.

## Lista ministrów
Ministrowie Gospodarki w latach 1992–1996
| Lp. |  | Minister          | Partia  | Okres urzędowania                                                                                | Rząd                         |
| --- |  | ----------------- | ------- | ------------------------------------------------------------------------------------------------ | ---------------------------- |
| 1.  |  | Karel Dyba        | ODS     | 1 stycznia 1992 – 4 lipca 1996 (do 31 października 1992 roku był Ministrem Gospodarki i rozwoju) | Pierwszy rząd Václava Klausa |
| 2.  |  | Jaromír Schneider | KDU-ČSL | 4 lipca 1996 – 1 listopada 1996                                                                  | Pierwszy rząd Václava Klausa |

Ministrowie Rozwoju Regionalnego od 1996 roku
| Lp. |  | Minister            |  | Partia                           | Okres urzędowania                           | Rząd                                                   |
| --- |  | ------------------- |  | -------------------------------- | ------------------------------------------- | ------------------------------------------------------ |
| 1.  |  | Jaromír Schneider   |  | KDU-ČSL                          | 1 listopada 1996 – 2 maja 1997              | Drugi rząd Václava Klausa                              |
| 2.  |  | Tomáš Kvapil        |  | KDU-ČSL                          | 12 maja 1997 – 2 stycznia 1998              | Drugi rząd Václava Klausa                              |
| 3.  |  | Jan Černý           |  | ODS                              | 2 stycznia 1998 – 22 lipca 1998             | Rząd Josefa Tošovskiego                                |
| 4.  |  | Jaromír Císař       |  | ČSSD                             | 22 lipca 1998 – 26 sierpnia 2000            | Rząd Miloša Zemana                                     |
| 5.  |  | Petr Lachnit        |  | ČSSD                             | 27 sierpnia 2000 – 15 lipca 2002            | Rząd Miloša Zemana                                     |
| 6.  |  | Pavel Němec         |  | US-DEU                           | 15 lipca 2002 – 4 sierpnia 2004             | Rząd Vladimíra Špidli                                  |
| 7.  |  | Jiří Paroubek       |  | bezpartyjny, wskazany przez ČSSD | 4 sierpnia 2004 – 25 kwietnia 2005          | Rząd Stanislava Grossa                                 |
| 8.  |  | Radko Martínek      |  | ČSSD                             | 25 kwietnia 2005 – 4 września 2006          | Rząd Jiříego Paroubka                                  |
| 9.  |  | Petr Gandalovič     |  | ODS                              | 4 września 2006 – 9 stycznia 2007           | Pierwszy rząd Mirka Topolánka                          |
| 10. |  | Jiří Čunek          |  | KDU-ČSL                          | 9 stycznia 2007 – 7 listopada 2007          | Drugi rząd Mirka Topolánka                             |
|     |  | Milan Půček         |  | bezpartyjny                      | 7 listopada 2007 – 12 listopada 2007 (p.o.) | Drugi rząd Mirka Topolánka                             |
|     |  | Jiří Vačkář         |  | bezpartyjny                      | 12 listopada 2007 – 2 kwietnia 2008 (p.o.)  | Drugi rząd Mirka Topolánka                             |
| 11. |  | Jiří Čunek          |  | KDU-ČSL                          | 2 kwietnia 2008 – 23 stycznia 2009          | Drugi rząd Mirka Topolánka                             |
| 12. |  | Cyril Svoboda       |  | KDU-ČSL                          | 23 stycznia 2009 – 8 maja 2009              | Drugi rząd Mirka Topolánka                             |
| 13. |  | Rostislav Vondruška |  | bezpartyjny, wskazany przez ČSSD | 8 maja 2009 – 13 lipca 2010                 | Rząd Jana Fischera                                     |
| 14. |  | Kamil Jankovský     |  | VV/LIDEM                         | 13 lipca 2010 – 10 lipca 2013               | Rząd Petra Nečasa                                      |
| 15. |  | František Lukl      |  | bezpartyjny                      | 10 lipca 2013 – 29 stycznia 2014            | Rząd Jiříego Rusnoka                                   |
| 16. |  | Věra Jourová        |  | ANO 2011                         | 29 stycznia 2014 – 8 października 2014      | Rząd Bohuslava Sobotki                                 |
| 17. |  | Karla Šlechtová     |  | ANO 2011                         | 8 października 2014 – 13 grudnia 2017       | Rząd Bohuslava Sobotki                                 |
| 18. |  | Klára Dostálová     |  | ANO 2011                         | 13 grudnia 2017 – 17 grudnia 2021           | Pierwszy rząd Andreja Babiša Drugi rząd Andreja Babiša |
| 19. |  | Ivan Bartoš         |  | Piraci                           | 17 grudnia 2021 – nadal                     | Rząd Petra Fiali                                       |